# La Trappe (Biermarke)

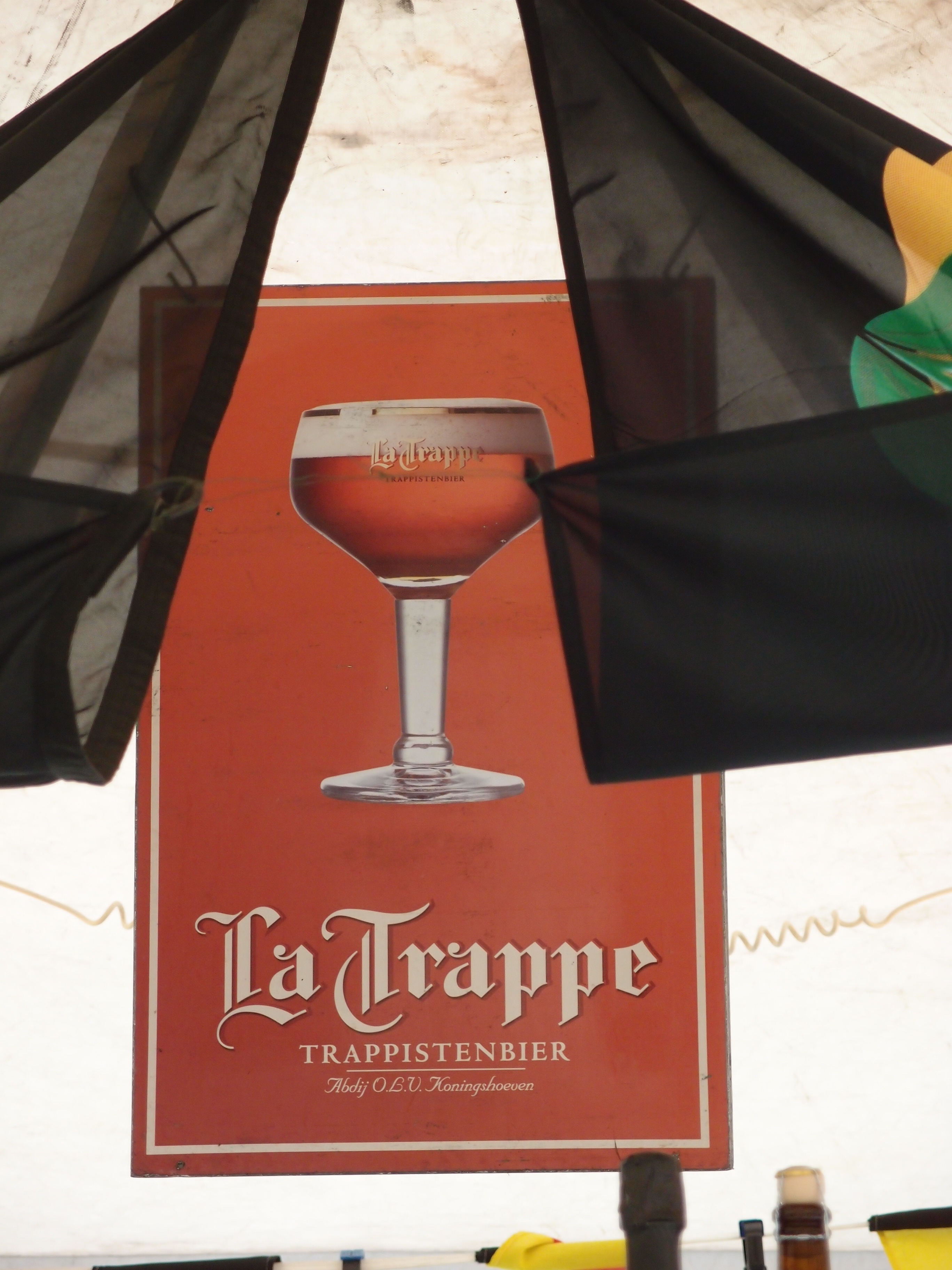
La Trappe Außenwerbung auf der 18. Bonner Bierbörse 2013

La Trappe ist eine niederländische Biermarke, die von der Trappistenabtei Tilburg (Abdij O.L.V. van Konigshoeven) in Berkel-Enschot (Tilburg) gebraut und vertrieben wird. Die Trappisten brauten hier schon seit 1884 Bier und verdienten damit ihren Lebensunterhalt, wie es die Regel des hl. Benedikt vorsieht. Seit 1997 führen sie jedoch nur noch die Oberaufsicht, und das eigentliche Brauen geschieht durch die niederländische Brauerei Swinkels Family Brewers. Die Mönche selbst haben sich auf Backwaren und Schokoladenherstellung verlegt.
La Trappe ist eines von zwei Trappistenbieren der Niederlande. Neben La Trappe wird seit 2013 in der Trappistenabtei Zundert – einer Tochtergründung der Abtei Tilburg von 1900 – das Zundert Trapist hergestellt. Weltweit gibt es aktuell 11 Trappistenbiere (siehe Navigationsleiste unten).

## Biersorten

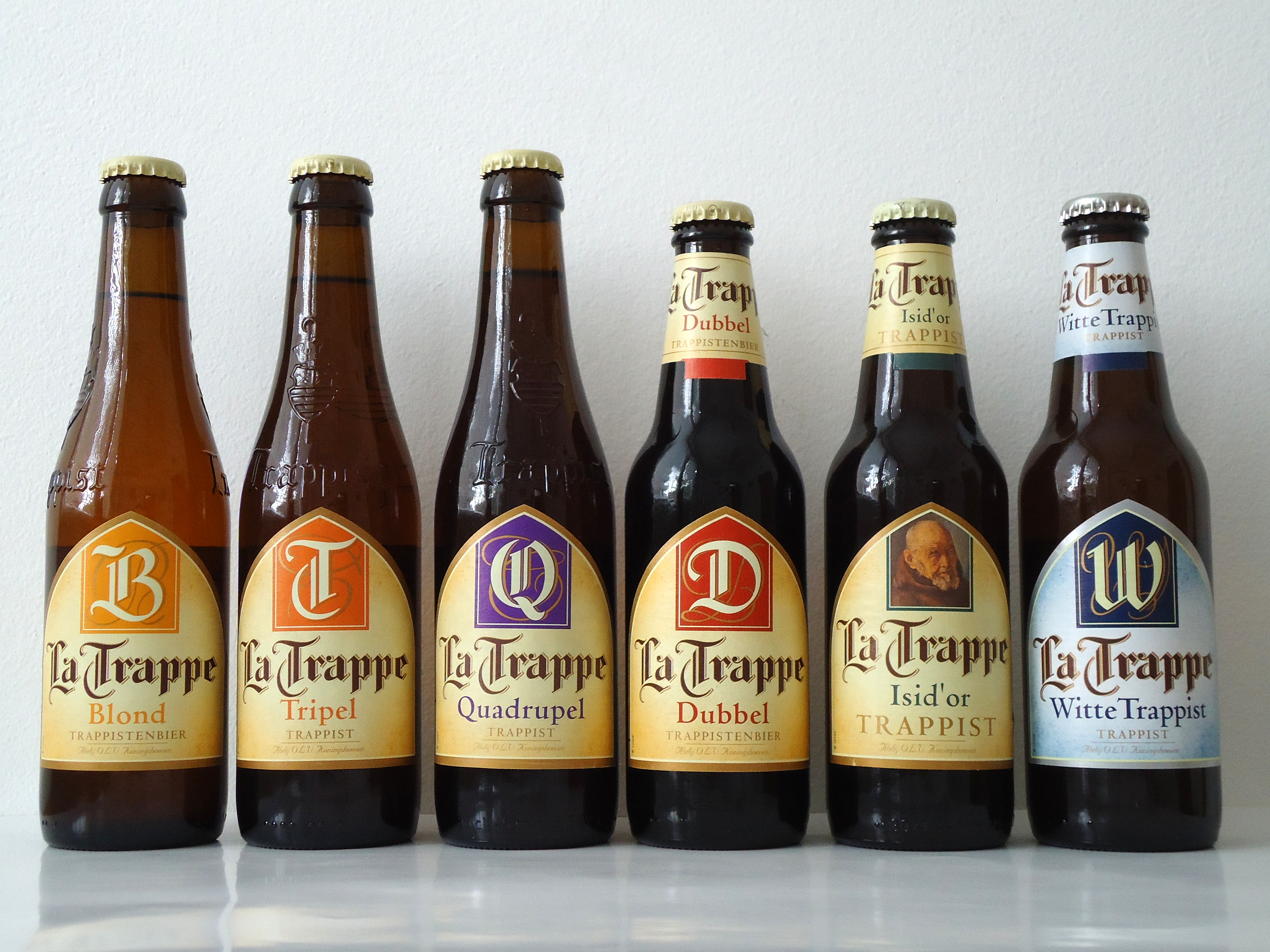
La Trappe Sortiment

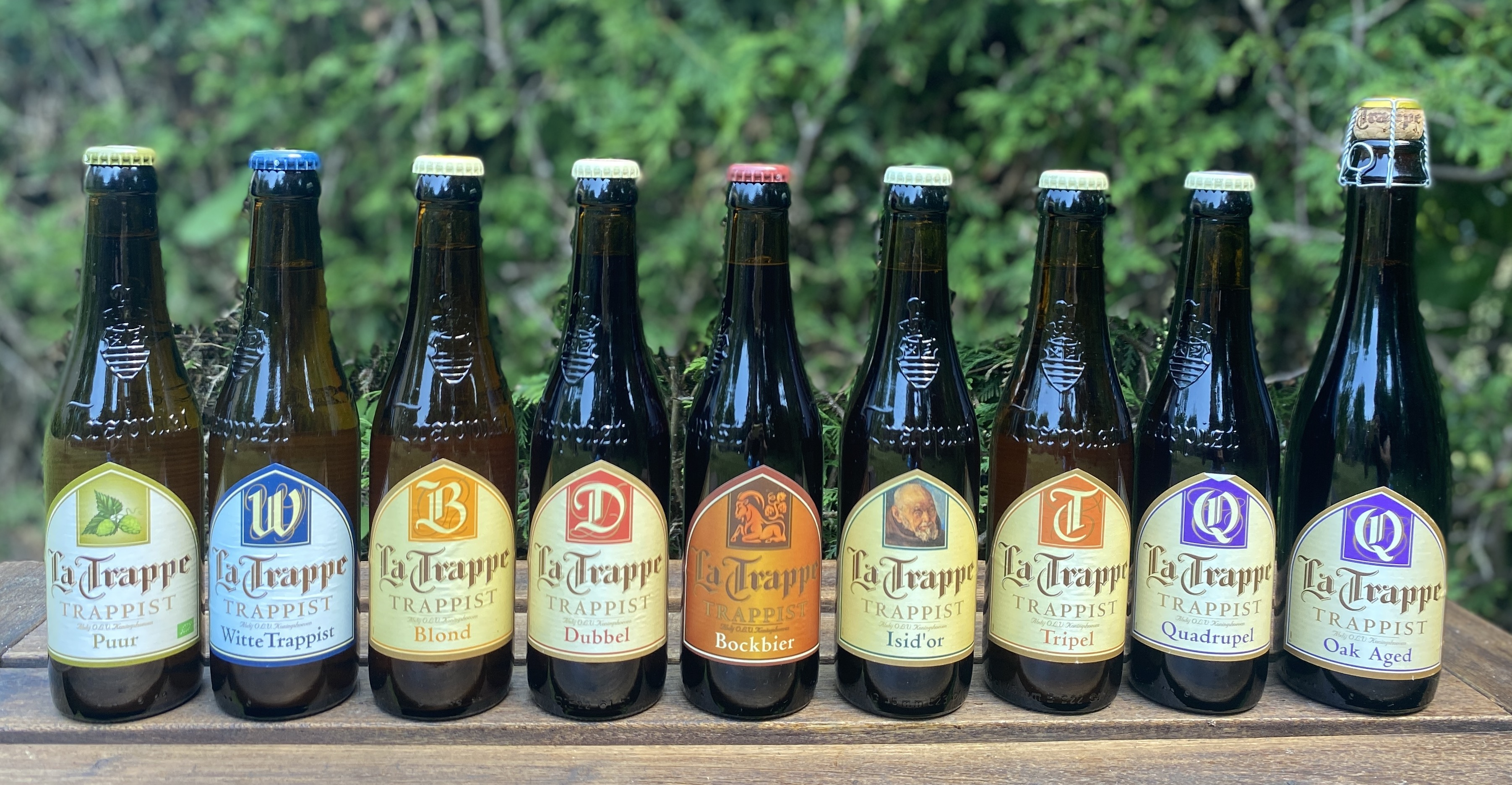
La Trappe Sortiment

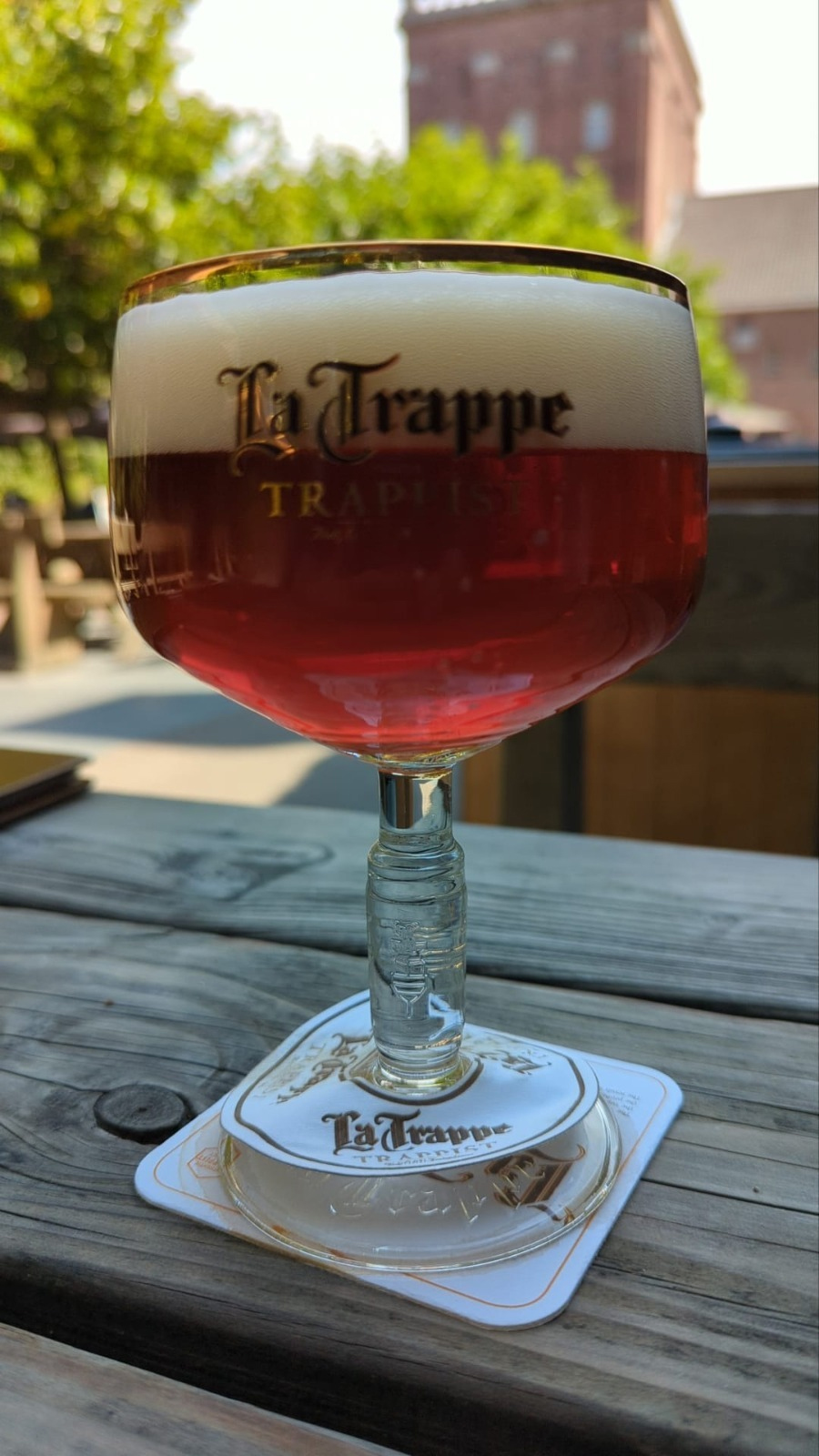
Ein Quadrupel vom Fass im sogenannten Proeflokaal der Abtei Tilburg

Das Trappistenkloster braut folgende Bierspezialitäten (laut Website Jan. 2023):
- „Puur“, ein helles Bier aus Bio-Zutaten, 4,5 Vol.-%
- „Witte Trappist“, ein Weißbier, 5,5 Vol.-%
- „Blond“, ein helles, „europäisches“ Bier mit 6,5 Vol.-%
- „Dubbel“, ein Bier von rubinroter Farbe, 7 Vol.-%
- „Bockbier“, ein rot-brauner Bock, 7 Vol.-%
- „Isid'or“, ein bernsteinfarbenes Bier, 7,5 Vol.-%
- „Tripel“, ein bittersüßes Bier, 8 Vol.-%
- „Quadrupel“, ein Starkbier, dunkel, 10 Vol.-%

und in verschiedene Batches in unterschiedlichen ausgedienten Holzfässern (Port, Cherry, Calvados …) gereifte Biere
- „Oak Aged“, ein Starkbier im Holzfass gereift, dunkel, 11 Vol.-%

sowie
- „Nillis“, ein dunkles, alkoholfreies Bier[1][2]

Gelegentlich gab es Saisonbiere, wie z. B.
- „Practise What You Preach“, Starkbier, dunkel, 10 Vol.-% (bis 09-2022)